# Endesa

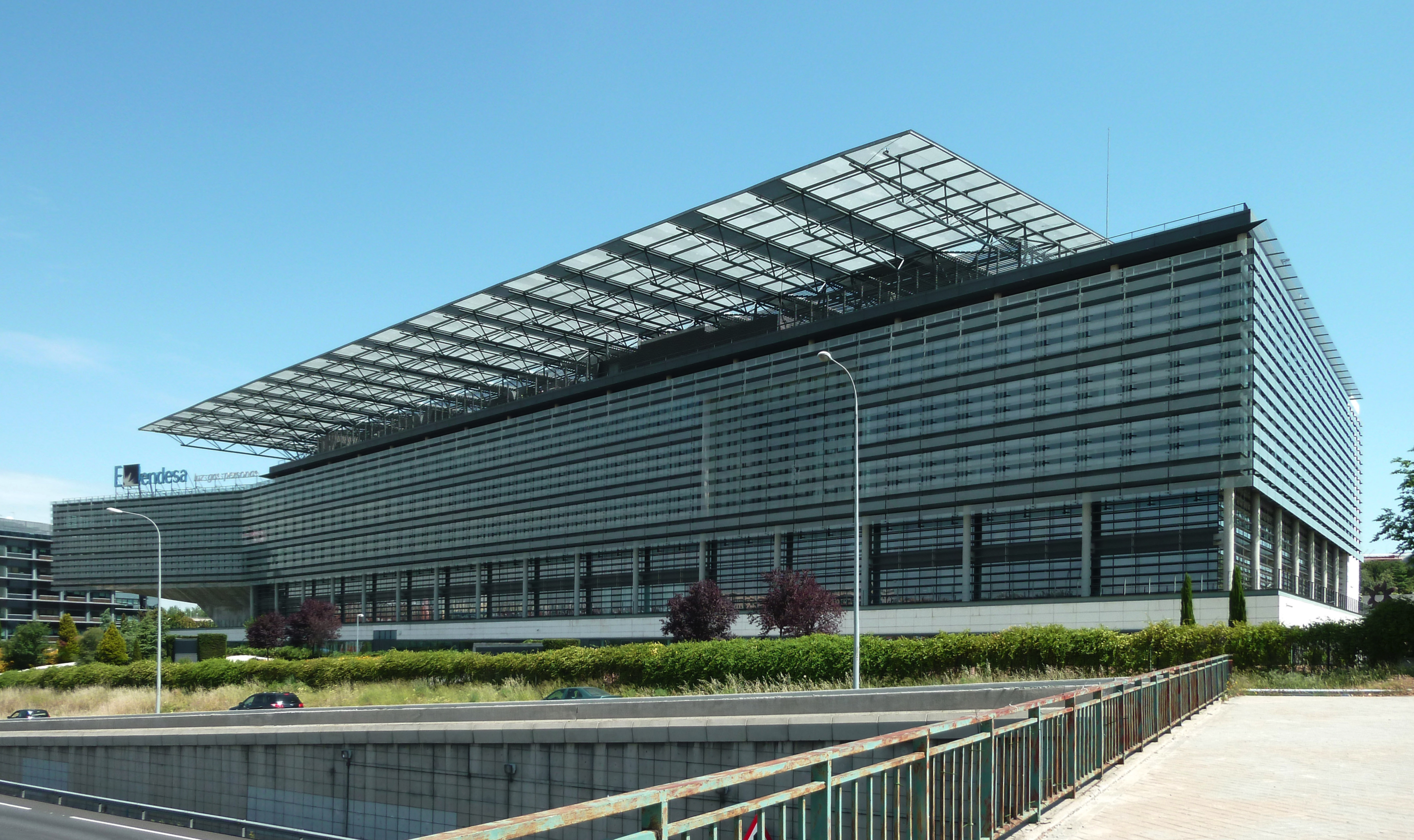
Unternehmenszentrale von Endesa (Madrid).

ENDESA, S.A. ist ein Energieerzeugungs- und Energieversorgungsunternehmen mit Sitz in Madrid, Spanien. Es ist nach Marktkapitalisierung das größte Unternehmen seiner Art in Spanien und ebenso der größte private Energieversorger in Lateinamerika. Das Unternehmen befindet sich mehrheitlich (70,1 %) im Besitz des italienischen Energiekonzerns Enel.
ENDESA wurde 1944 als Staatsunternehmen mit dem Namen Empresa Nacional de Electricidad, S.A. (dt. Nationales Unternehmen für Elektrizität, Aktiengesellschaft) vom Instituto Nacional de Industria (INI), dem staatlichen spanischen Industrie-Institut, gegründet, und nach Ende des Franquismus schrittweise privatisiert. ENDESA übernahm vor allem seit den 1970er Jahren andere öffentliche Energieerzeugungs- und -versorgungsunternehmen zunächst in Spanien, dann auch im Ausland (v. a. in Lateinamerika). Heute macht ENDESA international einen jährlichen Umsatz von 21,5 Mrd. Euro.

## Marktpräsenz
Im Jahr 2005 betrug der Stromabsatz 203 Terawattstunden. Bei einer eventuellen Übernahme durch E.ON (siehe unten) wäre ENDESA weiterhin für die Iberische Halbinsel und die Expansion in Amerika verantwortlich. Der Anteil dieser Regionen verteilt sich mit 63 % in Spanien/Portugal, 23 % in Lateinamerika und 14 % im sonstigen Europa.

## Privatisierung und Akquisitionen
Im Rahmen der Privatisierungswelle und der Abwicklung der franquistischen Industriepolitik unter Ministerpräsident Felipe González wurde 1988 auch ENDESA durch den Verkauf von Aktien im Wert von umgerechnet 651 Mio. US-Dollar teilprivatisiert, der spanische Staat behielt aber 75,6 % der Aktien.
Anfang der neunziger Jahre wurde ENDESA auch außerhalb Spaniens, zunächst in Argentinien und Portugal, durch Übernahme der Aktienmehrheit einheimischer Unternehmen aktiv. 1994 reduzierte der spanische Staat seinen Anteil auf 66,9 %. ENDESA weitete seine Geschäftsfelder in der Folgezeit auch in die Wasserversorgung und die Telekommunikation aus. 1996 wurde ENDESA nach Auflösung des INI in dessen Nachfolgerin, die Sociedad Estatal de Participaciones Industriales (SEPI, dt. Staatsgesellschaft für Industriebeteiligungen), eingegliedert. 1997 und 1998 folgten zwei weitere Runden der Privatisierung (Aktienverkäufe des Staates), die ENDESA zu einem Privatunternehmen machten. Im April 1999 wurde der chilenische Energieversorger Enersis von ENDESA mehrheitlich übernommen, das 60,62 Prozent an Enersis hält.
Im Juli 2005 zog sich ENDESA aus der Telekommunikationsbranche zurück. Die Tochtergesellschaft in Chile (Enersis/ENDESA Chile) verkaufte ihre Mobilfunktochter Smartcom an das mexikanische Unternehmen América Móvil. Das Mutterhaus verkaufte den Großteil seiner Anteile an der Auna-Gruppe. Gleichzeitig wurden die verschiedenen Firmen der Gruppe, die ihre Leistungen in Spanien anbieten, unter einem Markennamen zusammengefasst. Nach dem Rückzug aus der Telekommunikation wurde darüber hinaus das operative Geschäft in zwei Bereiche gegliedert: Energie (incl. Elektrizität, Erdgas, regenerierbare Energien etc.) und PLC (Power Line Communications, also Stimm- und Datenübertragung über das Stromnetz).

## Börsennotierung und Übernahme- und Fusionsabsichten 2005/06
Das Börsenkürzel von ENDESA ist ELE. Seine Aktionäre mit den größten Anteilen sind (im Dezember 2005): 85,0 % Streubesitz (mit den Investitionsfonds Chase Nominees und State Street Bank and Trust Co. als größte Eigner mit 5,732 % bzw. 5,038 %) sowie die spanischen Banken und Sparkassen Caja Madrid (9 %), La Caixa (2,03 %) und BBVA (2,3 %) sowie die staatliche SEPI (2,9 %). Von diesen institutionellen Anlegern, deren Mehrheit im Ausland firmiert, müssten jeder Firmenfusion fast 50 % zustimmen.
ENDESA operiert in Spanien, Italien, Frankreich, Portugal, Marokko, Chile, Argentinien, Kolumbien, Peru, Brasilien und der Dominikanischen Republik. Vertrieblich ist ENDESA auch in Deutschland tätig, hauptsächlich im Bereich der Stromversorgung von großen Industriekunden und Stadtwerken.

### Übernahmeplan der Gas Natural
Ab August 2005 war ENDESA Ziel eines Versuchs der feindlichen Übernahme durch die in Barcelona ansässige Gas Natural, die in Politik und Geschäftswelt für Aufsehen und Diskussionen sorgte. Im Dezember 2005 lehnte ENDESA diese Übernahme durch den nur halb so großen Konkurrenten ab, da der Preis zu niedrig sei und die „industrielle Logik“ einer solchen Übernahme fehlten. Hintergrund des Übernahmeplanes waren wohl regionalpolitische Aspekte, da jeweils Banken in Madrid bzw. in Katalonien Großaktionäre beider Unternehmen sind.

### Übernahmeangebot von E.ON
Am 21. Februar 2006 gab der deutsche Energieerzeuger E.ON bekannt, ebenfalls ENDESA („freundlich“) übernehmen zu wollen. ENDESA hat das Angebot aber nicht als freundlich bezeichnet. Sein Angebot von 29,1 Milliarden Euro überstieg das der Gas Natural um etwa 20 %, könne aber nach ersten Verhandlungen noch etwas aufgestockt werden. Zwischen August 2005 und Februar 2006 war ENDESAs Aktienkurs ca. 18 auf ca. 22 Euro – vor dem E.ON-Angebot – gestiegen. Der Vorstandsvorsitzende der E.ON, Wulf Bernotat, schätzte, dass die Transaktion unter Berücksichtigung von ENDESAs 18 Mrd. Nettoschulden, 3 Mrd. Pensions-Rückstellungen und etwa 5 Mrd. für Minderheitsaktionäre ein Volumen von 55 Mrd. € umfassen würde, womit sie die größte der deutschen Geschichte wäre.
Am 26. September erhöhte E.ON sein Barangebot von 25 auf 35 Euro je ENDESA-Aktie auf insgesamt 37 Mrd. Euro. Mit dem spanischen Bauunternehmen Acciona stieg zuvor überraschend ein potentieller Konkurrent mit zehn Prozent bei ENDESA ein, ohne jedoch seine genauen Absichten zu nennen. Es wurde von Acciona verlautet auch in Zukunft nicht mehr als 25 Prozent von ENDESA übernehmen zu wollen.
Im Falle einer Fusion, für deren Finanzierung E.ON der 2005 erfolgte Verkauf von Ruhrgas Industries und Viterra zugutekäme, entstünde nach Angaben von E.ON der weltweit größte Stromversorger: 50 Millionen Kunden, 65 Mrd. Euro Umsatz (47 E.ON, 18 ENDESA) in etwa 30 Staaten, und insgesamt 107.000 Beschäftigte im Strom- und Gas-Markt sowie bei der Alternativen Energie.
Weil die Ertragslage beider Unternehmen bei einer Fusion günstig beurteilt wird, zogen beide Börsenkurse seit 21. Februar merklich an.
Am 2. Februar 2007 bot E.ON 38,75 Euro für jede ENDESA-Aktie.
Am 2. April 2007 entschloss sich schließlich E.ON, das Übernahmeangebot zurückzuziehen. Im Gegenzug handelte man mit den Konkurrenten Acciona und Enel ein Beteiligungspaket mit Aktivitäten in Spanien, Italien und Frankreich sowie weitere Aktivitäten in Polen und in der Türkei im Wert von etwa zehn Milliarden Euro aus, sollte dem spanischen und dem italienischen Konzernen ihre gemeinsame Übernahme glücken. Grund für den plötzlichen Rückzug dürfte sein, dass ein Erreichen der 50-Prozent-Hürde unwahrscheinlich schien, hielten doch die Konkurrenten Acciona und Enel zusammen schon 46 Prozent der Anteile von ENDESA.

### Übernahmeangebot von Acciona und Enel
Nach Rückzug des Übernahmeangebotes von E.ON war die Bahn für das spanische Mischunternehmen Acciona und den italienischen Energiekonzern Enel frei. Beide Unternehmen, die zusammen bereits 46 % von ENDESA hielten, haben ein möglichst baldiges Übernahmeangebot in Höhe von 41 € pro Aktie angekündigt.
Im Oktober 2007 wurden 92 Prozent von ENDESA für 42,5 Milliarden Euro übernommen. Davon hielt Enel einen Anteil von 67 Prozent und Acciona einen Anteil von 25 Prozent.
Vor April 2018 hat Enel den 25-Prozent-Anteil von Acciona übernommen und ist seitdem mit 92,063 % Hauptaktionär von Endesa.